# NGC 2788B
NGC 2788B (другие обозначения — ESO 60-25, PGC 25443) — спиральная галактика (Sb) в созвездии Летучая Рыба.
Этот объект не входит в число перечисленных в оригинальной редакции «Нового общего каталога» и был добавлен позднее.